# 서울노원우체국
서울노원우체국(서울蘆原郵遞局)은 서울 노원 지역의 우편물 배송 업무 및 우체국예금, 보험서비스 관련 업무를 수행하는 서울지방우정청 소속 우체국이다. 서울특별시 노원구 중계로 123에 있다.

## 기본 정보
- 주소: 서울특별시 노원구 중계로 123 (중계동)
- 우편번호: 01740

## 연혁
- 1985년 12월 21일: 서울태릉우체국 개국
- 1990년 5월 25일: 청사증축(본관2층, 3층, 4층, 부속동)
- 1992년 11월 23일: 서울노원우체국으로 국명 변경
- 1997년 7월 1일: 4급관서로 승격
- 2004년 7월 1일: 서울지법북부지원우체국을 서울북부지방법원우체국으로 명칭 변경, 서울상계미도파우편취급소를 서울노원역우편취급소로 명칭 변경[1]
- 2009년 7월 1일: 서울상계11동우편취급국을 서울상계8동우편취급국으로, 서울공릉우성우편취급국을 서울공릉2동우편취급국으로, 서울상계역전우편취급국을 서울상계5동우편취급국으로 명칭 변경[2]
- 2010년 9월 13일: 서울산업대학교우체국을 서울과학기술대학교우체국으로 명칭 변경[3]
- 2014년 1월 1일: 우편구역을 다음과 같이 고시[4]

| 배달국         | 배달구역      | 구역번호      |
| -------------- | ------------- | ------------- |
| 서울노원우체국 | 노원구 전지역 | 01600 ~ 01914 |

- 2014년 7월 4일: 광운대학교우체국, 서울과학기술대학교우체국, 서울여자대학교우체국 폐국[5], 서울월계동신우편취급국 폐국[6]
- 2015년 12월 4일: 서울하계1동우체국 폐국[7]
- 2017년 1월 2일: 우편구역을 다음과 같이 고시[8]

| 배달국         | 배달구역      | 구역번호      |
| -------------- | ------------- | ------------- |
| 서울노원우체국 | 노원구 전지역 | 01600 ~ 01914 |

- 2020년 9월 4일 : 삼육대학교출장소 폐국[9]
- 2020년 9월 14일 : 한국방송공사우편취급국 신설[10]

## 관할 우체국
| 우체국명                     | 사진 | 주소                                                                    | 비고                                                                   |
| ---------------------------- | ---- | ----------------------------------------------------------------------- | ---------------------------------------------------------------------- |
| 광운대학교우체국             |      | 서울특별시 노원구 광운로 20(월계동)                                     | 2014년 7월 4일 폐국                                                    |
| 광운대학교우편취급국         |      | 서울특별시 노원구 광운로 20(월계동)                                     |                                                                        |
| 삼육대출장소                 |      | 서울특별시 노원구 화랑로 815(공릉2동)                                   | 2020년 9월 4일 폐국                                                    |
| 삼육대학교우편취급국         |      | 서울특별시 노원구 화랑로 815 (공릉2동)                                  | 2020년 9월 14일 신설                                                   |
| 서울공릉2동우편취급국        |      | 서울특별시 노원구 공릉로 168(공릉2동)                                   | 2009년 7월 1일 서울공릉우성우편취급국에서 명칭 변경                    |
| 서울공릉동우체국             |      | 서울특별시 노원구 동일로 988(공릉1동)                                   |                                                                        |
| 서울과학기술대학교우체국     |      | 서울특별시 노원구 공릉로 232(공릉동)                                    | 2010년 9월 13일 서울산업대학교우체국에서 명칭 변경 2014년 7월 4일 폐국 |
| 서울과학기술대학교우편취급국 |      | 서울특별시 노원구 공릉로 232(공릉동)                                    |                                                                        |
| 서울노원역우편취급국         |      | 서울특별시 노원구 노해로 492(상계6.7동) 프린스빌딩202호                 | 2004년 7월 1일 서울상계미도파우편취급소에서 명칭 변경                  |
| 서울상계1동우체국            |      | 서울특별시 노원구 동일로 1632(상계1동)                                  |                                                                        |
| 서울상계3동우체국            |      | 서울특별시 노원구 덕릉로 113길 18(상계3동)                              |                                                                        |
| 서울상계5동우편취급국        |      | 서울특별시 노원구 한글비석로 31길 19(상계5동)                           | 2009년 7월 1일 서울상계역전우편취급국에서 명칭 변경                    |
| 서울상계6동우체국            |      | 서울특별시 노원구 노해로 448(상계6동)                                   |                                                                        |
| 서울상계8동우편취급국        |      | 서울특별시 노원구 한글비석로 571 주공10단지 복합상가 203(동일초교 앞)   | 2009년 7월 1일 서울상계11동우편취급국에서 명칭 변경                    |
| 서울상계10동우체국           |      | 서울특별시 노원구 노원로 510(상계10동)                                  |                                                                        |
| 서울상계미도우편취급국       |      | 서울특별시 노원구 덕릉로 459-37 가동(상계6,7동) 상계주공 1단지A상가 127 |                                                                        |
| 서울상계한양우편취급국       |      | 서울특별시 노원구 동일로216길 92(상계7동)                               |                                                                        |
| 서울수락산우체국             |      | 서울특별시 노원구 동일로1693-6(상계1동)                                 |                                                                        |
| 서울여자대학교우체국         |      | 서울특별시 노원구 화랑로 621(공릉2동)                                   | 2014년 7월 4일 폐국                                                    |
| 서울여자대학교우편취급국     |      | 서울특별시 노원구 화랑로 621(공릉2동)                                   |                                                                        |
| 서울월계2동우체국            |      | 서울특별시 노원구 월계로 317(월계2동)                                   |                                                                        |
| 서울월계3동우체국            |      | 서울특별시 노원구 마들로 57-1(월계3동)                                  |                                                                        |
| 서울월계동신우편취급국       |      | 서울특별시 노원구 석계로5길 25 (월계1동)                                | 2014년 7월 4일 폐국                                                    |
| 서울월계시영우편취급국       |      | 서울특별시 노원구 월계로 370(월계3동) 희성프라자 116호                  |                                                                        |
| 서울중계3동우체국            |      | 서울특별시 노원구 공릉로392(중계3동)                                    |                                                                        |
| 서울중계동우체국             |      | 서울특별시 노원구 한글비석길 286(중계본동)                              |                                                                        |
| 서울하계시영우편취급국       |      | 서울특별시 노원구 공릉로58길 78(하계1동)                                |                                                                        |
| 서울하계1동우체국            |      | 서울특별시 노원구 노원로 259(하계1동)                                   | 2015년 12월 4일 폐국                                                   |

## 조직
- 영업과
  - 우편영업실
  - 금융영업실
  - 보험관리사(FC)실
- 우편물류과
  - 물류실
  - 집배1실
  - 집배2실
- 지원과
  - 서무팀
  - 회계팀
- 경영지도실